# Acanthonevroides
Genre
Acanthonevroides est un genre d'insectes diptères de la famille des Tephritidae.

## Liste d'espèces
Selon BioLib (24 juin 2020) :
- Acanthonevroides basalis (Walker, 1853)
- Acanthonevroides jarvisi (Tryon, 1927)
- Acanthonevroides mayi Permkam & Hancock, 1995
- Acanthonevroides nigriventris (Malloch, 1939)
- Acanthonevroides variegatus Permkam & Hancock, 1995

## Publication originale
- (en) Surakrai Permkam et David L. Hancock, « Australian Trypetinae (Diptera : Tephritidae) », Invertebrate Systematics, CSIRO Publishing (d), vol. 9, no 6,‎ 1995, p. 1047 (ISSN 1445-5226 et 1447-2600, DOI 10.1071/IT9951047, lire en ligne).